# Anne-Lise Bakken

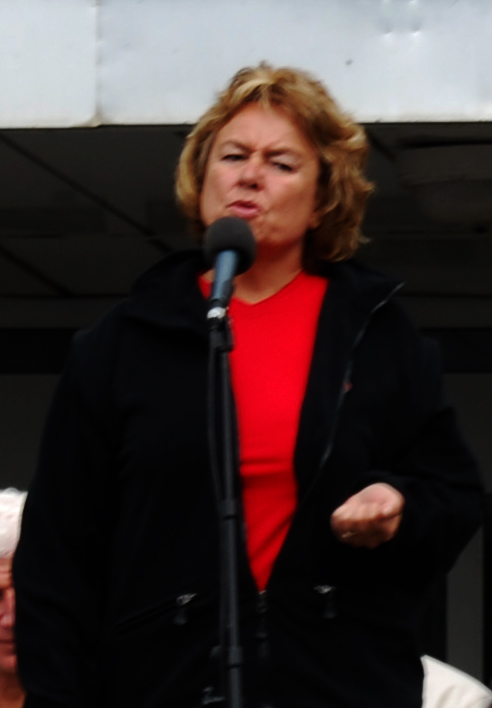
Anne-Lise Bakken, 2007

Anne-Lise Bakken (* 30. März 1952 in Oslo) ist eine norwegische Politikerin der sozialdemokratischen Arbeiderpartiet (Ap). Sie war von 1986 bis 1988 die Verbraucher- und Verwaltungsministerin ihres Landes und von 1977 und 1989 Abgeordnete im Storting.

## Leben
Bakken beendete im Jahr 1977 ihr Studium der Staatswissenschaften, Soziologie und des öffentlichen Rechts. Im Jahr 1977 wurde sie zur stellvertretenden Vorsitzenden der Arbeiderpartiet-Jugendorganisation Arbeidernes Ungdomsfylking (AUF) gewählt. Sie behielt ihren Posten bis 1981.
Bei der Parlamentswahl 1977 zog sie erstmals in das norwegische Nationalparlament Storting ein. Sie vertrat den Wahlkreis Hedmark und wurde Mitglied im Justizausschuss. Im Anschluss an die Wahl 1981 wechselte sie in den Sozialausschuss. In ihrer letzten Legislaturperiode, die der Stortingswahl 1985 folgte, wurde sie zunächst stellvertretende Vorsitzende des Verbraucher- und Verwaltungsausschuss.
Am 9. Mai 1986 wurde Bakken in der neu gebildeten Regierung Brundtland II zur Verbraucher- und Verwaltungsministerin ernannt. Sie blieb bis zum 13. Juni 1988 im Amt, als insgesamt drei Minister die Regierung verließen. Bakken wurde von Ministerpräsidentin Gro Harlem Brundtland entlassen, nachdem Bakken dem Personalchef des Staates die Verantwortung für den umstrittenen Lohn für die Bankchefin Inger Prebensen gegeben hatte. Bakken übernahm daraufhin ihr wegen der Regierungszugehörigkeit ruheliegendes Mandat im Storting wieder. Dort saß sie für den Rest der Legislaturperiode bis September 1989 im Finanzausschuss.
Nach ihrer Zeit in der Politik arbeitete sie ab 1989 unter anderem im Consultingbereich und als Journalistin sowie zwischen 1991 und 1997 als Dozentin im Fach Markt und Gesellschaft. Von 2003 bis 2007 saß Bakken im Kommunalparlament von Hamar. Im Jahr 2007 scheiterte ihre Kandidatur für das Bürgermeisteramt.